# 御藥房

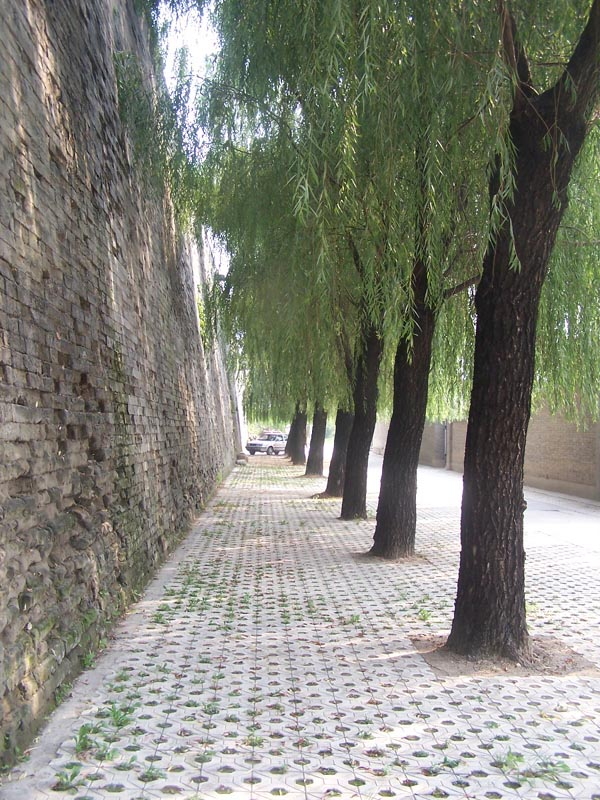
御药房、太医院东侧的小道，左为紫禁城东城墙。自北向南拍摄

御藥房，是中国明朝、清朝设立的管理宫廷药品的专门机构。

## 历史

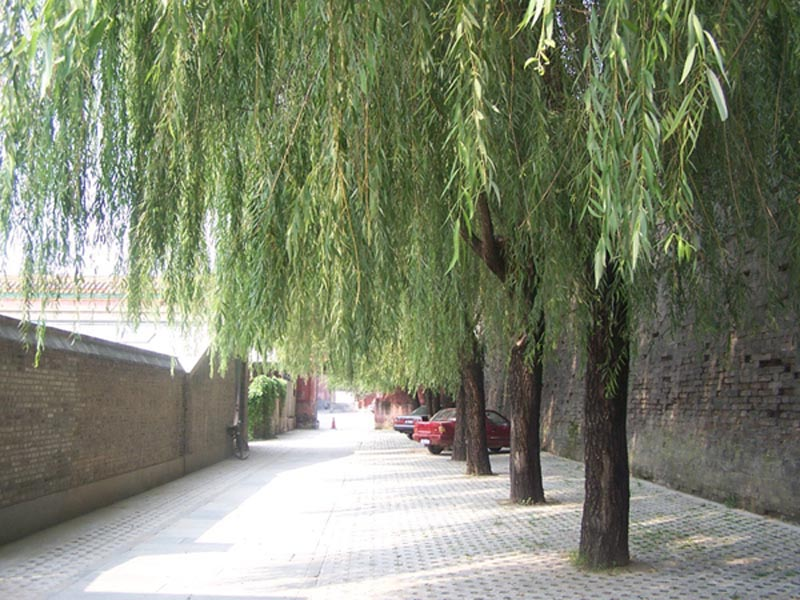
御药房、太医院东侧的小道，右为紫禁城东城墙。自南向北拍摄

### 明朝的圣济殿
明朝太祖元年（1364年），曾经依元制设立尚药局，其奉御是正六品，负责管理御用药物。洪武六年（1373年）置御药局（即自尚药局演变而来）于内府，御药局的奉御等官员均由内官、内侍充任。明朝嘉靖十五年（1536年）之前，称“御药局”或“御药房”，此后将御药房改称“圣济殿”，并且附设御药库（亦即生药库）。明朝以御药局（圣济殿）直接管理宫廷中的药物，和太医院相互配合。御药局（圣济殿）掌管御用药饵，其官员不少是由太医院的御医兼任，御药局（圣济殿）的医官和太医院的医官互为表里，从而加强了对医药工作的统一领导。
御药局（圣济殿）设有尚药奉御（后来还设有提督太监）、直长、御医、药同等吏目，主要任务有：
- 收贮、加工药材：收贮药材，辨别药材的品种及产地之优劣，进行炮炙加工。明朝，天下岁办药材均在产地派纳，解纳来之药材均贮于太医院生药库，以御医二员、大使一员辨验收放，再由礼部委派官员一员监收。年终造册两本，一本由太医院备照，一本送礼部查考。明朝万历三年（1575年）又规定：凡是各监局讨取药材，必须用印信，并且造圣济殿关防一颗，交由圣济殿的提督太监收管，以凭传取。[1]
- 制作、供奉御用药饵：皇帝染病时，御药局（圣济殿）要专派医官会同内臣在御药局（圣济殿）选药，连名封记药剂，并且具本开写药性及证候治法。煎煮药剂时，要由太医官与内臣监视；药熬得后，要由御医及内臣先尝，然后进御。每次进要，均要详细记录日期及病因，以凭查考。[1]

御药局（圣济殿）的医官由于是直接为皇帝服务，所以常常选拔医术最高者充任。明朝正德十六年春正月（1521年），明武宗身体违和，诏命博访精通医药之人，大学士楊廷和称：“臣等窃惟天下名医皆聚于太医院，又选其优者入御药房，但当专任而信用之，各自收万全之效，又何待诸草泽未试之人哉？”由此可见，御药房的医官是从太医院中选优而来。明朝弘治元年八月癸巳（1433年），“礼部会考太医院医士，请留吴绶等二十人御药房供事，李宗周等十五人退回本院应役。上命于退回数内再留朱佐等五人。”可见御药房医官选拔之严格。

### 清朝的御药房
清朝，以御药房管理宫廷药物，和太医院相互配合。清朝仍设有“御药房”，负责采办、储存、配制药物，分成东、西两所。西药房由院使、院判、御医、吏目分班轮值；东药房由御医、医士等轮值。御药房的轮值医官主要为皇帝熬药。御药房设有生药库，各地进贡的生药基本均存放在生药库。
御药房定制设有御藥房管理大臣，不定員，由王公大臣特簡；主事一人、七品銜庫掌二人、委署主事一人、催長一人、內管領一人、副內管領二人。
順治十年（1653年）設立“御藥房”。《钦定总管内务府现行则例·御药房》载：“顺治十年立药房，系总管首领太监管理。清字笔帖式（八员），内务府汉字书办（四名），领催（四名），听事碾药苏拉（三十名），太医院合药医生（二十名）。”伊桑阿等人于康熙二十九年（1690年）所著《钦定大清会典》载：“顺治十年置药房，属太医院。十八年裁。”光绪二十五年（1899年）会典馆所制《钦定大清会典事例·卷一千一百七十三》载：“顺治十年，设内药房，属总管首领内监经理。设翻译笔帖式八人，书吏四名。”上述“药房”和“内药房”均指御药房。可见清朝御药房最早设立于顺治十年（1653年），隶属太医院，于顺治十八年（1661年）撤销。直到康熙六年（1667年），在太医院下又重新设置御药房，随着御药房的工作日益扩大，康熙十年（1671年）将御药房从太医院中独立分出，直接隶属内务府管理。
雍正朝尹泰著 《钦定大清会典· 卷二百三十二》载: “药房：顺治十年，置药房属太医院，十八年裁。康熙六年复设，仍属太医院。十年，定药房不属太医院。设总管太监医生二名，管库首领二名，管库首领太监一名，笔帖式十六员，领催四名，首领太监六名，太监医生十名，太监十九名，夫役三十四名。 十四年，裁首领太监六名、 太监医生十名、 领催四名。三十年定添设内管领、内副管领各一员，裁总管太监医生二名、管库首领二名、管库首领太监一名。三十三年增夫二十六名。三十八年裁笔帖式一员。”
清朝初年，废除了明朝的南北两院制，由太医院集权管理医政。明朝宫廷为太子、宫妃专设的典药局、安乐堂等等医疗机构，清朝均遭撤销。清朝初年，御药房隶属太医院，军队、监狱的医官也统一归太医院差派、考核、升降，这促进了清朝医政管理的协调发展。但是由于清朝未能始终执行这种协调的管理制度，导致御药房管理较为混乱。清朝顺治十六年（1659年）规定，御药房所有事务划归太医院管理，不必申报礼部，但次年又将生药库拨归礼部管理，所需的药物都需要事先开列明细，经过礼部认可之后，通知生药库采买，这种规定削弱了太医院统管医药的职能。康熙十年（1671年），又规定御药房不属太医院管理，而设置总管太监、管库首领等等，这导致太医院与御药房分立，削弱了二者的联系与配合。道光之后，各省例贡药材直接交内务府，其他所产药材均议为价款，由内务府随时采买，这导致生药库近乎形同虚设。
《钦定大清会典》载，“太医院凡侍直，自院使至医士，以所业专科分班侍直。给事宫中者，曰宫直，给事外廷者，曰六直。宫直于各宫外班房侍直，六直于东药房侍直，各以其次更代。”“宮直”主要是為帝后嬪妃們診病。“六直”又称“外直”，即为寧壽宮、慈寧宮、乾清宮、鐘粹宮、壽康宮、壽安宮六處待命，給宮內太監、嬤嬤等雜差看病。六直便是在御药房的东药房侍直。
清朝宫廷医药机构名目繁多：御药房、乾清宫药房、东药房和西药房、内药房和外药房、武英殿露房、寿药房、长春宫药房、储秀宫药房、永和宫药房、御药库、太医院。御药房下设外药房、内药房，外药房为各宫太监及管事取药之处，内药房专为皇帝、后妃等取药。同治时期，宫廷还设有“寿药房”，由太监管理，另设大师傅1名，药生数名，负责煎药及制作药品。另外中国第一历史档案馆收藏的一份太医院报送内务府的《太医院入值官员名册》显示，值宿长春宫寿药房的医官是院使、院判、御医，级别比乾清宫御药房高，和道光以前清朝历代皇帝所设的“西御药房”等同。

## 建筑
明朝圣济殿位于文华殿后面，即文华殿以北。清朝在圣济殿的旧址兴建了文渊阁。
《内务府册》载，“御药库，顺治十年设药库东华门内南三所之左，东向，堂西有药王殿，前后三重，共房三十有六楹。”

## 紫禁城外署所
清朝紫禁城外御药房署所分为：圆明园药房、颐和园听差处、西苑寿药房、避暑山庄听差处。太醫院亦如給事於內廷，都派醫官侍直。皇帝巡幸，院官或奉旨特派，或按班輪委隨駕侍直。

### 圆明园药房
嘉庆朝《钦定大清会典事例》载：“驻跸圆明园，宫直于圆明园药房侍直，六直于外直房侍直，按照次序更代。”可见，圆明园和紫禁城内一般，内外分明，圆明园药房是内廷药房。清朝人黄凯钧在《圆明园记》中称：“‘大宫门’五楹，门前左右朝房各五楹。其后⋯⋯西为：户部、刑部、工部、钦天监、内务府、光禄寺、通政司、大理寺、鸿胪寺、太常寺、太仆寺、御书处、上驷院、武备院、西四旗各衙门直房。西夹道之西南为造办处，又南为药房。”该药房应为上述《钦定大清会典事例》中所称的宫直的圆明园药房。

### 颐和园听差处
《钦定总管内务府现行则例· 御药房》“奏销药味”项下记载：光绪二十一年（1892年）（此处原未记朝年，根据任锡庚《太医院志》记载的太医院医官随侍入直时间而加），“呈准现值驻跸颐和园，本药房在附近大有庄，置买民房两所，设立听差处，安设药斗，添派员役，值宿听差，预备内廷随时传用药味、来方汤剂。”《钦定总管内务府现行则例· 御药房》“行取盘费马匹车辆”项下添记：“每遇两陵围差以及驻跸颐和园，往返抬运药箱，雇觅抬夫工食脚价每名每日开放银五钱，跟抬苏拉每名每日开放饭食银五钱，由广储司银库支领。”《颐和园》载：“东八所原是慈禧太后的寿膳房、寿茶房、寿药房及各自的库房所在地⋯⋯第五所为寿药房；第七所为寿药库房。”

### 西苑寿药房
位于中南海。光绪十一年（1885年），慈禧太后以“颐养两宫”之名授意光绪帝下旨重修西苑三海。仪銮殿和三海工程于光绪十四年四月（1888年）先后竣工。光绪十四年七月初一日（1888年8月8日），慈禧太后移驾仪銮殿新宫。此后数年，慈禧太后大部分时间都住仪銮殿。中南海从而成为政治活动中心。光绪朝《钦定大清会典事例·卷一千一百五》记载：“光绪十三年，议定西苑寿药房本院（指太医院）官每日二员直宿，药库库掌、笔帖式、切造生等遇差传唤。”可见西苑寿药房专为御用。《中南海备忘录》书中载：“在仪銮殿东邻另辟一大院落，修建膳房、茶房和药房，供慈禧等人吃喝、看病。其中寿膳房3座，寿茶房两座，前后院有东西厢房共8座。寿药房相当于一所医院，有前药房两座，后药房一座，前后院共有东西厢房6座。”

### 避暑山庄听差处
《太医院志》载：“热河，本古之木兰地。有行宫，曰避暑山庄。早年皇上巡幸，医官随扈，由本院筹款，在行宫左近，置有民房以为公所。至今，太医院署存有印契。”依照禁廷及离宫的设置规制，再考虑到清朝嘉庆帝和咸丰帝均在避暑山庄病逝，所以避暑山庄内应当设有相应的御药房听差处。但尚未查找到有关避暑山庄御药房署所的历史资料。仅据避暑山庄管理人员王先生口述药房位于现已修复的寝宫右侧宫墙之外和库房之间。